# Guðmundur Haraldsson
Guðmundur Haraldsson (Reykjavík, 1944. október 30. –) izlandi nemzetközi labdarúgó-játékvezető.

## Pályafutása

### Nemzeti játékvezetés
1969-ben lett hazája legfelső szintű labdarúgó-bajnokságának játékvezetője. Az aktív nemzeti játékvezetéstől 1990-ben vonult vissza.

### Nemzetközi játékvezetés
Az Izlandi labdarúgó-szövetség Játékvezető Bizottsága (JB) 1970-ben terjesztette fel nemzetközi játékvezetőnek, a Nemzetközi Labdarúgó-szövetség (FIFA) bíróinak keretébe. Több nemzetek közötti válogatott és klubmérkőzést vezetett. Az izlandi nemzetközi játékvezetők rangsorában, a világbajnokság-Európa-bajnokság sorrendjében többedmagával a 2. helyet foglalja el 8 találkozó szolgálatával. Az aktív nemzetközi játékvezetéstől 1990-ben a FIFA 45 éves korhatárát elérve búcsúzott.

#### Világbajnokság
A világbajnoki döntőhöz vezető úton Spanyolországba a XII., az 1982-es labdarúgó-világbajnokságra, Mexikóba a XIII., az 1986-os labdarúgó-világbajnokságra és Olaszországba a XIV., az 1990-es labdarúgó-világbajnokságra a FIFA JB bíróként alkalmazta.

##### 1982-es labdarúgó-világbajnokság
| Időpont           | Helyszín                      | Mérkőzés típusa           | Mérkőzés      | Eredmény | Nézők száma |
| ----------------- | ----------------------------- | ------------------------- | ------------- | -------- | ----------- |
| 1981. április 28. | Hampden Park Stadion, Glasgow | előselejtező (6. csoport) | Skócia–Izrael | 3 : 1    | 61 489      |

##### 1986-os labdarúgó-világbajnokság
| Időpont           | Helyszín                                | Mérkőzés típusa           | Mérkőzés              | Eredmény | Nézők száma |
| ----------------- | --------------------------------------- | ------------------------- | --------------------- | -------- | ----------- |
| 1984. október 31. | Evžena Rošického Strahov Stadion, Prága | előselejtező (2. csoport) | Csehszlovákia–Málta   | 4 : 0    | 3 450       |
| 1985. május 1.    | Municipal Stadion, Luxembourg           | előselejtező (4. csoport) | Luxemburg–Jugoszlávia | 0 : 1    | 6 550       |

##### 1990-es labdarúgó-világbajnokság
| Időpont           | Helyszín                      | Mérkőzés típusa           | Mérkőzés          | Eredmény | Nézők száma |
| ----------------- | ----------------------------- | ------------------------- | ----------------- | -------- | ----------- |
| 1988. október 19. | Vetch Field Stadion, Swansea  | előselejtező (4. csoport) | Wales–Finnország  | 2 : 2    | 9 603       |
| 1989. április 26. | Hampden Park Stadion, Glasgow | előselejtező (5. csoport) | Skócia–Ciprus     | 2 : 1    | 50 081      |
| 1989. október 25. | Heysel Stadion, Brüsszel      | előselejtező (7. csoport) | Belgium–Luxemburg | 1 : 1    | 11 600      |

##### Európa-bajnokság
Az európai-labdarúgó torna döntőjéhez vezető úton Német Szövetségi Köztársaságba a VIII., az 1988-as labdarúgó-Európa-bajnokságra és Svédországba a IX., az 1992-es labdarúgó-Európa-bajnokságra az UEFA JB játékvezetőként foglalkoztatta.

##### 1988-as labdarúgó-Európa-bajnokság
| Időpont           | Helyszín                      | Mérkőzés típusa           | Mérkőzés           | Eredmény | Nézők száma |
| ----------------- | ----------------------------- | ------------------------- | ------------------ | -------- | ----------- |
| 1987. április 30. | Municipal Stadion, Luxembourg | előselejtező (7. csoport) | Luxemburg–Bulgária | 1 : 4    | 1 920       |

##### 1992-es labdarúgó-Európa-bajnokság
| Időpont           | Helyszín                         | Mérkőzés típusa           | Mérkőzés     | Eredmény | Nézők száma |
| ----------------- | -------------------------------- | ------------------------- | ------------ | -------- | ----------- |
| 1990. október 10. | Idrætsparken Stadion, Koppenhága | előselejtező (4. csoport) | Dánia–Feröer | 4 : 1    | 38 563      |